# Liljeholmens folkskola

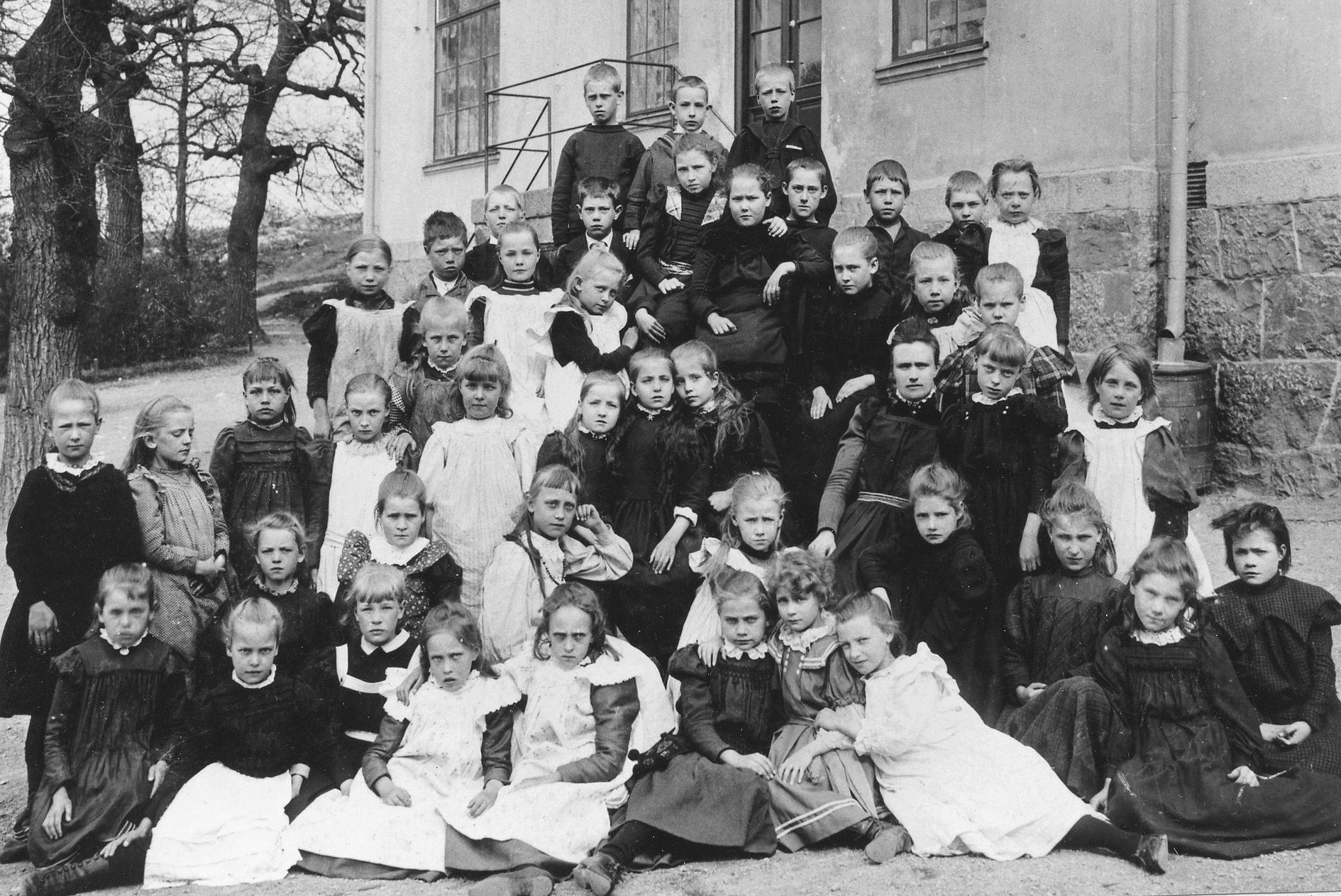
Elever har samlats vid trappan utanför Liljeholmens folkskola, 1910.

Liljeholmens folkskola är en tidigare folkskola vid Katrinebergsbacken 12 i stadsdelen Liljeholmen i Stockholm. Fastigheten ”Lilla Katrineberg 2” uppfördes år 1900 och har sedan dess nyttjas för skolverksamhet i olika former. Byggnaden är grönklassad av Stadsmuseet i Stockholm vilket innebär att den bedöms ”vara särskilt värdefull från historisk, kulturhistorisk, miljömässig eller konstnärlig synpunkt”.

## Historik

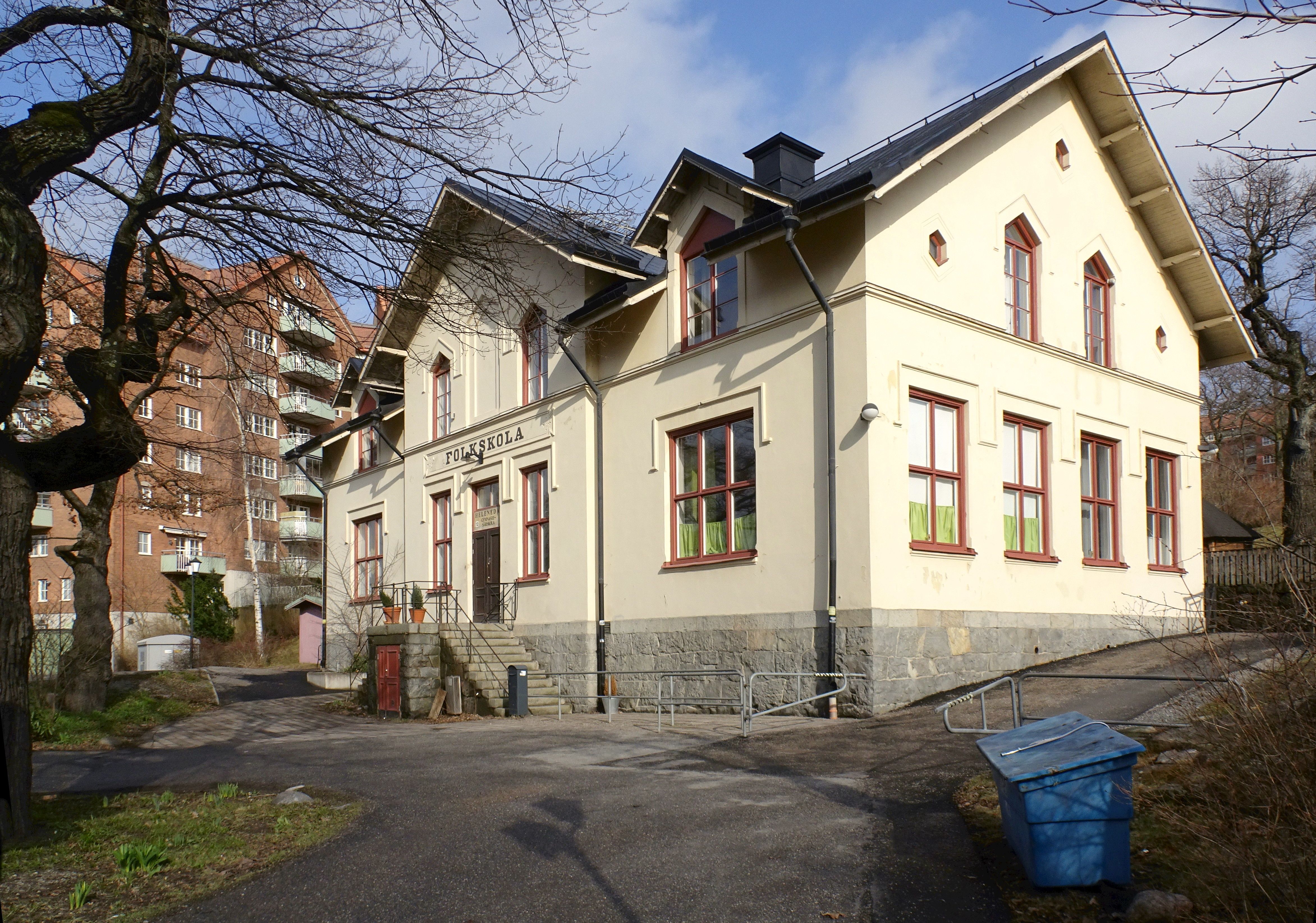
Liljeholmens folkskola, 2017.

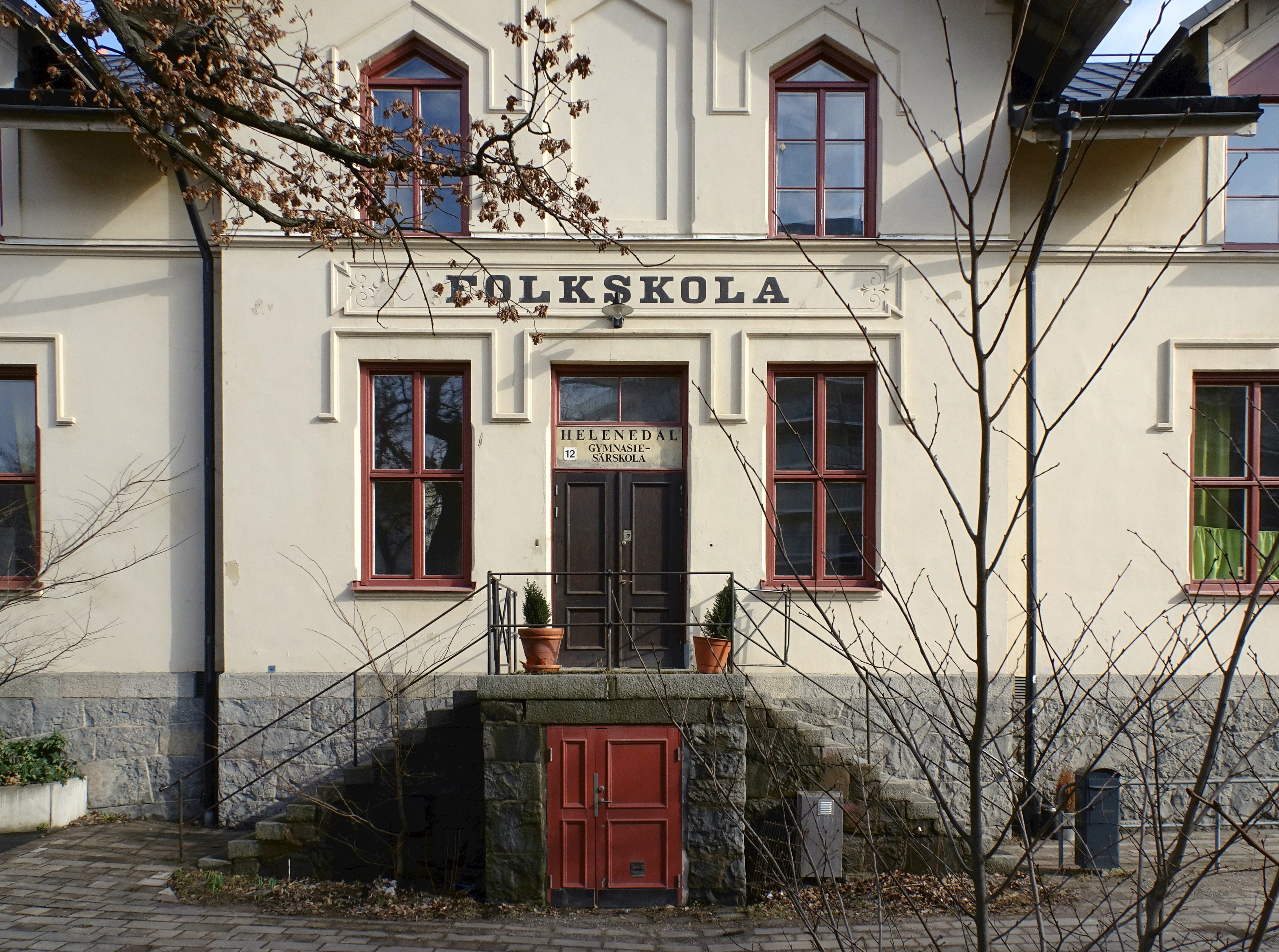
Skolans entré, 2017.

I slutet av 1800-talet omtalas Liljeholmen som fabriksförstad till Stockholm, och 1899 bildades Liljeholmens municipalsamhälle inom Brännkyrka landskommun. Samhället växte snabbt och därmed även behov av en folkskola. Redan 1874 fanns det en skola i Liljeholmen. År 1900 invigdes en ny skolbyggnad som uppförts vid västra sluttningen av Liljeholmsberget. Beställare var Brännkyrka församling som vid tiden var en av Stockholms största församlingar och sträckte sig över Vantör, Farsta, Hägersten, Enskede och Skarpnäck, samt delar av det som idag är Stockholm församling.
Husets planlösning följde de statliga normalritningarna från 1860- till 1870-talen för folkskolebyggnader på landsbygden. Det var en sorts typritningar utarbetade av arkitekter vid  Överintendentsämbetet (Kungliga Byggnadsstyrelsens föregångare). I bottenvåningen anordnades två skolsalar avsedda för högst 60 elever och på övervåningen låg bostad för läraren. Exteriören är omsorgsfullt gestaltad med frontoner över båda långsidor och med ljusputsade fasader samt putsdekorationer kring fönster och dörrar. Skolundervisningen för årskurs 4–6 bedrevs fram till 1966. Därefter och fram till 1991 inrymde byggnaden Liljeholmens terapiskola, Liljanskolan, som var den första terapiskolan i Sverige.

## Dagens verksamhet
I november 2018 finns Helenedal gymnasiesärskola i byggnaden. Det är en fristående Waldorfsärskola med 30 elevplatser och tillhör Stiftelsen Årsta Gård. Skolan lägger tonvikten i undervisningen på hantverk. Eleverna, som är ungdomar med olika funktionsnedsättningar, lär sig att använda sina händer i matlagning samt trä-, metall-, textil- och läderarbete.